# القمة الثلاثية الإيرانية التركية الروسية
القمة الثلاثية لدول إيران وتركيا ورسيا هي قِمم متتالية بدات بالانعقاد منذ عام 2017 على خلفية التطورات في النزاع السوري والأحداث في سوريا وعلى الحدود التركية السورية. يتمّ عقد القمم كل 6 أشهر بشكل تقريبي بدون إعلان رسمي عن ذلك. بدأت القمم بالانقعاد في روسيا أولا ثم تركيا فإيران.

## القمم
- سوتشي،  روسيا 22 نوفمبر 2017،[1] والهدف الرئيسي من القمّة هو تقريب المواقف حول النزاع السوري قبل أيامٍ من استئناف مفاوضات جنيف في 28 تشرين الثاني/نوفمبر برعاية الامم المتحدة.[2]
- أنقرة  تركيا 4 أبريل 2018: بحثت التطورات التي شهدتها سوريا منذ القمة الثلاثية الأولى التي انعقدت في نوفمبر 2017 في مدينة سوتشي
- طهران  إيران 7 سبتمبر 2018 [3]، حيث تم الحديث فيها حول مصير محافظة إدلب.